# Muehlenbeckia australis
Muehlenbeckia australis (G. Forster) Meisn. – gatunek rośliny z rodziny rdestowatych (Polygonaceae Juss.). Występuje naturalnie w Nowej Zelandii oraz na australijskiej wyspie Norfolk. 

## Morfologia
PokrójZrzucający liście krzew dorastająca do 4 m wysokości. Pędy są pnące.
LiścieIch blaszka liściowa ma owalny kształt. Mierzy 20–80 mm długości oraz 10–30 mm szerokości, o nasadzie od uciętej do niemal sercowatej i spiczastym wierzchołku. Ogonek liściowy jest nagi i osiąga 10–25 mm długości.
KwiatyJednopłciowe, zebrane w wiechowate kłosy o długości 5–10 cm, rozwijają się w kątach pędów lub na ich szczytach. Listki okwiatu mają zielonkawą barwę.
OwoceTrójboczne niełupki osiągające 3–4 mm długości.

## Biologia i ekologia
Jest rośliną dwupienną. Rośnie w lasach. Kwitnie od listopada do kwietnia.